# 3(or 17)α-ヒドロキシステロイドデヒドロゲナーゼ
3(or 17)α-ヒドロキシステロイドデヒドロゲナーゼ（3(or 17)alpha-hydroxysteroid dehydrogenase）は、次の化学反応を触媒する酸化還元酵素である。
アンドロステロン + NAD(P)+ {\displaystyle \rightleftharpoons } 5α-アンドロスタン-3,17-ジオン + NAD(P)H + H+
すなわち、この酵素の基質はアンドロステロンとNAD(P)+、生成物は5α-アンドロスタン-3,17-ジオンとNAD(P)HとH+である。
組織名は3(or 17)α-hydroxysteroid:NAD(P)+ oxidoreductaseで、別名に3(17)α-hydroxysteroid dehydrogenaseがある。